# Mariano de la Paz Graëlls y de la Aguera

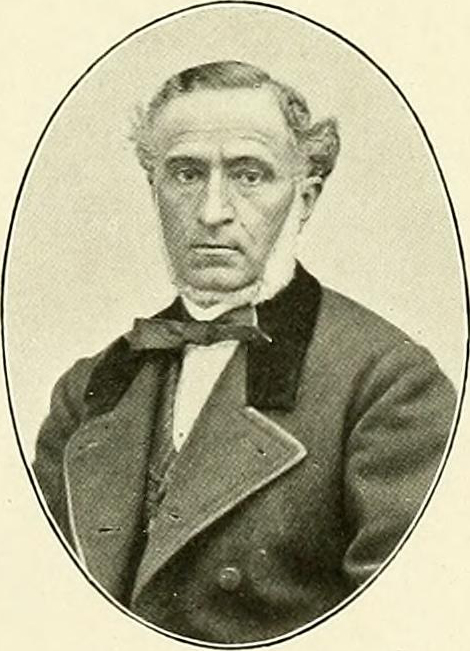
Mariano de la Paz Graëlls y de la Aguera

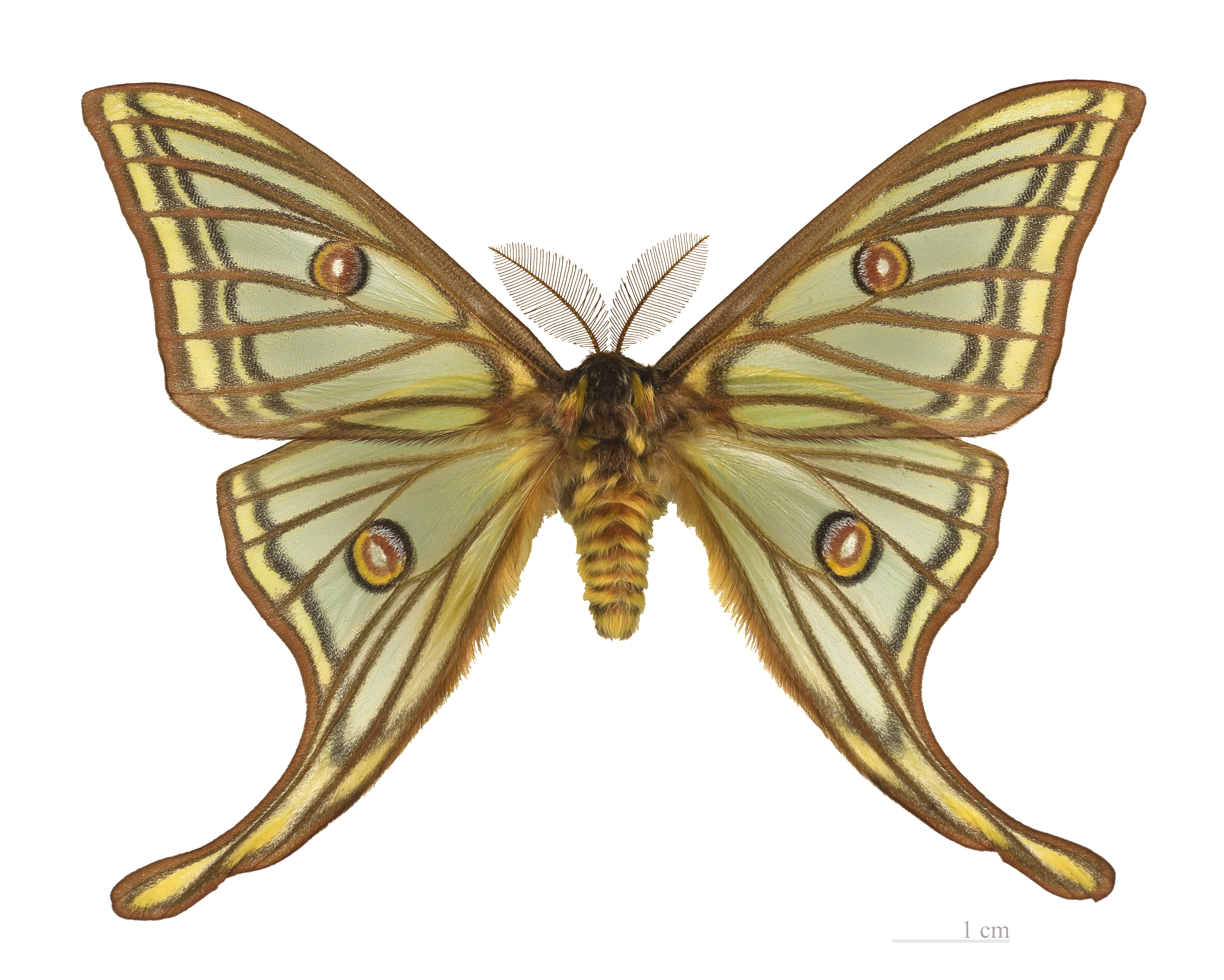
Isabellaspinner

Mariano de la Paz Graëlls y de la Aguera, auch Graells y de la Agüera, (* 24. Januar 1809 in Tricio; † 14. Februar 1898 in Madrid) war ein spanischer Entomologe, Zoologe, Arzt und Botaniker. Sein offizielles botanisches Autorenkürzel lautet „Graells“. Er war ein Pionier der forensischen Entomologie (Insekten auf Kadavern).

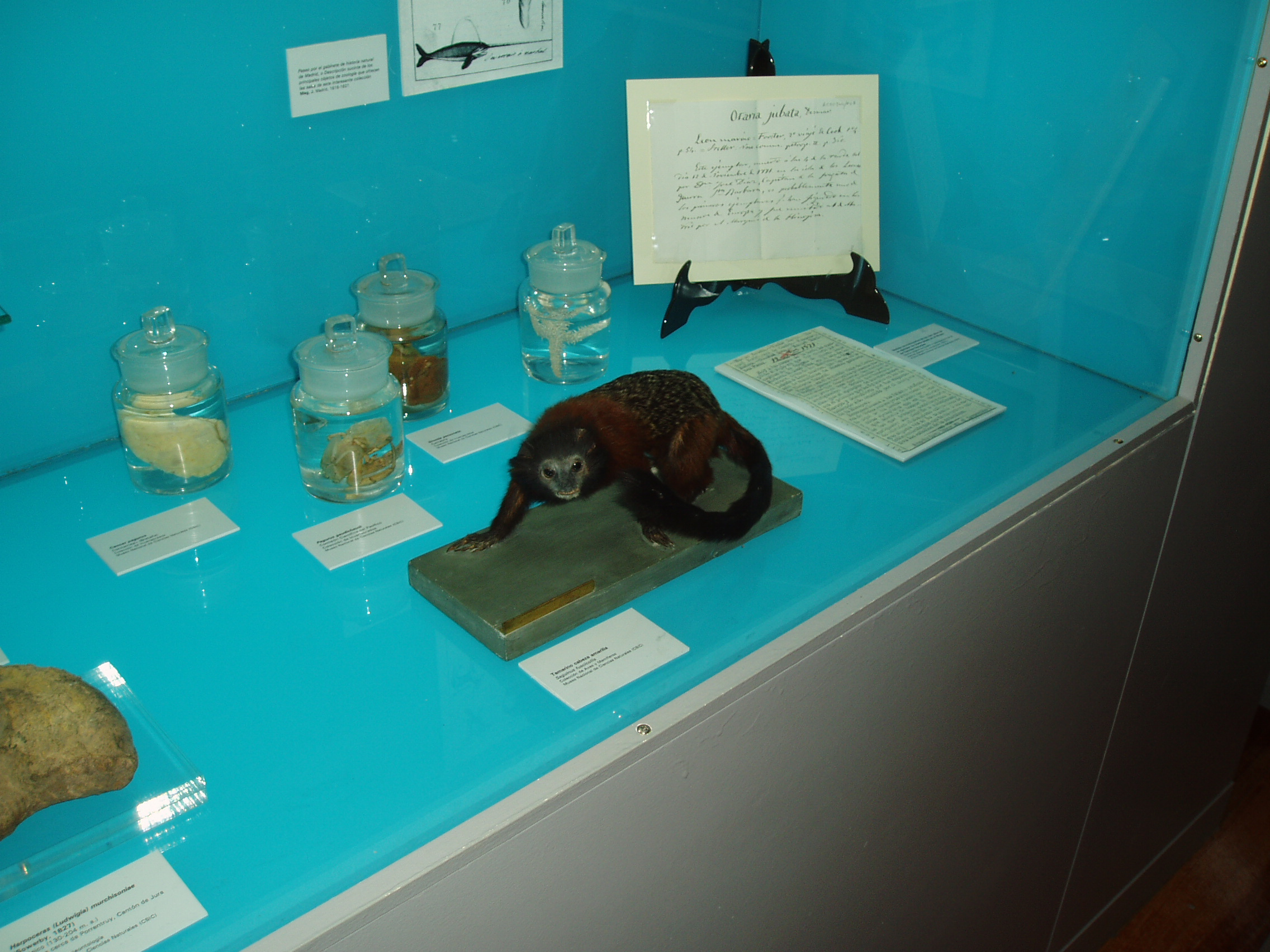
Vitrine im Nationalmuseum für Naturkunde in Madrid, die ihm gewidmet ist

## Leben
Sein Vater war Arzt und Katalane aus Balaguer, seine Mutter aus Valladolid. Graells wuchs in Barcelona auf und begann dort 1827 sein Medizinstudium (Diplom 1833). 1835 wurde er dort promoviert. Neben Medizin und Chirurgie studierte er auch Naturwissenschaften (Botanik, Physik, Chemie, Entomologie) und gehörte zum Kreis um den Naturalisten Antoni Martí Franquès (1750–1832). Er war an der Bekämpfung der Choleraepidemie in Barcelona 1835 beteiligt, wurde Mitglied der Akademie der Wissenschaften in Barcelona und bekämpfte dort eine Insektenplage an Ulmen und Pappeln. Danach erhielt er eine Lehrstuhl für Entomologie in Barcelona. 1837 wurde er Professor für Zoologie am Zoologischen Museum in Madrid auf Empfehlung von Mariano La Gasca, der sein Mentor wurde, und 1845 Direktor des Königlichen Botanischen Gartens. Später übernahm er den Lehrstuhl für vergleichende Anatomie und Physiologie an der Universität Madrid.
Graells befasste sich auch mit Fisch- und Muschelzucht und anderen Fragen der angewandten Zoologie.
Der Rio-Napo-Tamarin (auch Graells-Tamarin) sind nach ihm benannt und die Schmetterlings-Gattung Graellsia mit der einzigen Art Isabellaspinner, den er bei der Wanderung in der Sierra de Gredos entdeckte, 1849 erstbeschrieb und nach der spanischen Königin Isabella II. benannte.
Er wurde Senator und war Kommandeur des Königlichen Ordens von Karl III., war Mitglied der Ehrenlegion und Präsident des Königlichen Rats für Landwirtschaft, Industrie und Handel. Sein Onkel mütterlicherseits war der Historiker Florencio Janer.
1833 wurde er korrespondierendes Mitglied der französischen entomologischen Gesellschaft. Im Jahr 1858 wurde er zum Mitglied der Leopoldina gewählt.

## Ehrungen
Nach ihm benannt ist die Pflanzengattung Graellsia Boiss. aus der Familie der Kreuzblütler (Brassicaceae).